# Mohamed Abdul Rahman
Mohamed Ghulom Abdul Rahman  (arab. محمد غلام عبد الرحمن) – bahrajński strzelec, olimpijczyk. 
Brał udział w Letnich Igrzyskach Olimpijskich 1984 (Los Angeles). Startował w konkurencji pistoletu szybkostrzelnego (25 m), w której zajął 51. miejsce.

## Wyniki olimpijskie
| Igrzyska | Konkurencja                   | Wynik                 | Miejsce | Źródło |
| -------- | ----------------------------- | --------------------- | ------- | ------ |
| IO 1984  | Pistolet szybkostrzelny, 25 m | 535 punktów (272-263) | 51.     | [ 1 ]  |